# Joaquín Velázquez de León
Joaquín Velázquez de León (1803, Mexico, Mexique - 1882, Mexico, Mexique) était un homme politique mexicain, et fut Ministre de l'État du Mexique pendant le gouvernement monarchique constitutionnel de l’Empire Mexicain,.